# Domestikation des Goldfisches
Dieser Artikel behandelt die Domestikation des Goldfisches. Mit Domestikation oder Domestizierung bezeichnet man die Umwandlung eines Wildtieres in ein Haustier. Ursprünglich in China gezüchtet, sind Goldfische heutzutage weltweit verbreitet.

## Wilde und halbdomestizierte Form
Erste Berichte über das Erscheinen von Farbmutationen des Giebels in freier Natur finden sich in der chinesischen Enzyklopädie Gujin tushu jicheng (chin. 古今圖書集成; dt. „Sammlung von Tafeln und Schriften aus alter und neuer Zeit“) aus dem Jahre 1725. In Band 149/Abteilung 19 wird eine Goldfischsichtung während der Regentschaft des Kaisers Pingwang (chin. 姬宜臼 Ji Yijiu, Tempelname: 平王 Pingwang) (770–720 v. Chr.), zur Zhou-Dynastie in der Provinz Shaanxi erwähnt.
In seinem 44-bändigen Werk Graswurzeln und das Auge eines Netzes (1560–1590) beschrieb der Gelehrte Jiran Li das Erscheinen des roten Giebels zwischen 502 und 557. Spätere Berichte beschreiben ein Auftauchen der ersten Farbmutationen des Silbergiebels zur Jin-Dynastie (265–420) im Xin-Don-Teich des Xi-Lin-Tempels. Die genannten Sichtungen wurden zu einer Zeit gemacht, als der Silbergiebel ein beliebter Speisefisch war. Als halb-domestizierter Speisefisch wurde der Silbergiebel in Zuchtteichen und ausschließlich zur Ernährung der Bevölkerung gehalten. Die gefangenen Farbmutationen unterlagen einem Nahrungstabu und wurden dem buddhistischen Prinzip gemäß wieder freigelassen. Weitere Beschreibung der Domestikation des Goldfisches findet man unter Gouverneur Ting Yen-tsan der Provinz Zhejiang während der nördlichen Song-Dynastie um (968–975 n. Chr.). Hier wurden Goldfische in einem Weiher namens ’’Teich zur Emanzipation der Tiere’’ nahe der Stadt Jiaxing gehalten. Fang und Verzehr der so genannten „Chi“ war streng verboten. Etwa zur gleichen Zeit (ca. 1000 n. Chr.) hielten Mönche Goldfische in der Stadt Hangzhou nahe der Liuhe-Pagode und in den Bergen von Nanping in speziellen Teichanlagen. Informationen über die damaligen Farbvariationen liefert der chinesische Dichter Su Shunqing (Su Zimei, 1008–1048). Er beschreibt Farben wie: himmelweit verschiedene Rotfärbungen, Rosa der Pflaumenblüte, Fleischrot des Kranichhöckers. Auch weiteren Dichtern, wie Su Dongpo, bekannt unter Su Shi, fallen die Farbspiele der Fische aus Hangzhou auf. Über körperliche Veränderungen der Fische zu dieser Zeit wurde jedoch noch nicht berichtet.

## Volldomestizierte Form

Kaiser Zhao Gou – einer der ersten prominenten Goldfisch-Liebhaber

Die eigentliche Domestikation des Goldfisches erfolgte während der südlichen Song-Dynastie. Obwohl die Fische zuvor gefüttert wurden, hatten sie weiterhin in ihrer natürlichen Umgebung gelebt. Erst der Kaiser Zhao Gou (Tempelname: Gāozōng) (1107–1187) ließ große Teiche aus Stein in seinem Palast Te Shou in der Stadt Hangzhou errichten, um die Goldfische als Privatvergnügen zu halten. Unter der großen Beliebtheit des Kaisers wurde der Goldfisch bald in den Kreisen Adeliger und hoher Beamter bekannt. Viele folgten dem Kaiser und ließen sich künstliche Teiche zu ihrem Vergnügen anlegen. Selbst der Statthalter von Hangzhou ließ sich einen Privatteich graben. Die damaligen Feudalherren stellten häufig Personen zur Pflege der Tiere ein und entwickelten langsam ein Verlangen nach neuen Spielformen des Goldfisches. Aus dieser gesellschaftlichen Entwicklung ging der Beruf des Goldfischzüchters hervor. Der Trend erreichte breitere Popularität und war nicht länger eine Beschäftigung der Privilegierten. Vor allem nahm, neben den schon bekannten roten und orangen Erscheinungen, die Zahl der Farbvarianten zu. Es folgten silberweiß, schwarzweiß gefleckt und goldgelb.
Die ersten mehrfarbigen Goldfische, vermutlich Kaliko, wurden 1189 erwähnt. Im Verlaufe des nächsten Jahrhunderts bildeten sich immer mehr Varietäten aus, die man zunehmend in speziellen Schalen und Behältern hielt. Damit leitete die Bevölkerung die Aquarienkultur des Goldfisches ein. Eine immer breiter werdender Teil der Bevölkerung der Yuan-Dynastie war in der Lage sich ein kleines Gefäß zum Halten von Goldfischen zu leisten. Vom Zeitraum der Yuan-Dynastie bis zur Mitte der Ming-Dynastie gibt es wenig Berichte über Goldfischhaltung. Hervorstechend ist jedoch das Aufkommen von Veränderungen der Flossen. Erstmals wurde 1506 eine paarige Schwanzflosse erwähnt. Der Domänenverwalter Ki fu tung tschi des Kaisers Zhengde berichtete zur Zeit der Ming-Dynastie:
"[…] Jahr für Jahr werden hier gewerbsmäßig Goldfische gezüchtet. Es gibt tiefrote Exemplare, die eigentlichen Goldfische, ferner glänzend-helle, genannt Silberfische, ferner schneeweiße mit schwarzen Tupfen und fleischrote mit gelben Tupfen, genannt Schildpattfische. Besonders geschätzt sind die Exemplare, bei denen die goldene Grundfärbung eine silberne oder die silberne Grundfärbung eine goldene Nebenfärbung aufweist. Man züchtet reifenartig gestreifte Exemplare. Die Streifen laufen entweder wie Reifen um den Rumpf oder Verlaufen unterhalb der Flossen oder oberhalb des Schwanzes… Die größeren werden zur Weiterzucht in Teiche gesetzt, die kleinen kommen in große Fischkübel oder Glasbassins, wo man sich nun von früh bis abends an ihrem munteren Treiben ergötzen kann […]".
Ein halbes Jahrhundert später, im Jahre 1569, verfasst der Goldfischzüchter Zhang Qian De das erste Buch über Goldfischzucht mit dem Titel Spektrum der zinnoberroten Fische, ein Werk mit vielen Beschreibungen von Goldfischvariationen. Es werden reine Farbvariationen mit Flecken (weiß, rot und farbig gefleckt) genannt, aber auch Goldfische mit dreilappigen und vierlappigen Schwänzen, sowie Varietäten mit nach außen gewölbten Augen, Drachenfische und Eierfische. Seitdem reicht die Vielfalt der Formen nicht nur von reinen Farbmutationen, sondern bis hin zu physiologischen Veränderungen.